# Paul Vallée

a Compétitions nationales et continentales officielles uniquement.

Dernière mise à jour le 9 juin 2025.
Paul Vallée, né le 5 juillet 2002, est un joueur français de rugby à XV évoluant principalement au poste d'ailier à l'US Montauban depuis 2024.

## Biographie
Présent au club à partir de l'âge de 5-6 ans, Paul Vallée est un pur produit du Montpellier HR. Il est le fils de l'ancien capitaine du MHR Jérôme Vallée.
Paul Vallée fait ses débuts avec l'équipe professionnelle en début de saison 2020-2021, au mois de décembre 2020 lors d'un match de Coupe d'Europe à domicile contre le Leinster. Puis, il découvre le Top 14 le 15 mai 2021 à Paris, en toute fin de saison, lors d'un match contre le Stade français Paris.
Peu utilisé par son club formateur où il ne joue que quelques bouts de matchs, il est prêté au Rouen Normandie Rugby, en Pro D2, pour la saison 2023-2024. Il y réalise alors sa première saison pleine, jouant vingt-et-un matchs, tous en tant que titulaire et marquant cinq essais.
En 2024, après la relégation du Rouen NR en Nationale, il rejoint l'US Montauban, où il est recruté par son ancien entraîneur, Sébastien Tillous-Borde, qui vient lui aussi d'arriver au club,. Dès la deuxième journée de la saison 2024-2025, contre le Stade montois, il inscrit son premier essai avec sa nouvelle équipe, en toute fin de rencontre, permettant la victoire des siens 35 à 19.

## Palmarès
- Vainqueur du Championnat de France de 2e division en 2025 avec l'US Montauban.